# Neotatea longifolia
Neotatea longifolia là một loài thực vật có hoa trong họ Calophyllaceae. Loài này được (Gleason) Maguire mô tả khoa học đầu tiên năm 1972.